# MK30 - Best & beautiful
MK30 - Best & Beautiful è una raccolta della band alternative rock italiana Marlene Kuntz, pubblicata il 28 giugno 2019.
Si tratta di un cofanetto di 3 CD, rispettivamente denominati Best 01, Best 02 e Beautiful (con pezzi in inglese del progetto musicale omonimo).
Celebra i 30 anni di carriera della band piemontese, che si imbarcherà in un tour celebrativo di 10 date "doppie", con parte acustica ed elettrica.

## Tracce
CD1 (best-01)
1. Festa mesta - 4:16
2. Sonica - 6:40
3. Nuotando nell'aria - 5:22
4. Lieve - 3:44
5. Retrattile - 4:02
6. Ape Regina - 6:30
7. L'esangue Deborah - 4:56
8. L'odio migliore - 3:52
9. Infinità - 5:36
10. Ineluttabile - 4:11
11. Serrande alzate - 4:03
12. Canzone di oggi - 3:03
13. La canzone che scrivo per te - 4:09
14. Ci siamo amati - 4:26
15. Notte - 5:36
16. Schiele, lei, me - 4:19

### CD2 (best-02)
1. Bellezza - 4:05
2. Poeti - 3:36
3. La lira di Narciso - 4:00
4. Musa - 5:03
5. Abbracciami - 4:26
6. Uno - 3:47
7. Io e me - 4:03
8. Paolo Anima Salva - 3:40
9. L'artista - 6:26
10. Canzone per un figlio - 3:39
11. Il Genio (l'importanza di essere Oscar Wilde) - 4:23
12. Osja, amore mio - 5:16
13. Nella tua luce - 4:42
14. Narrazione - 3:31
15. Lunga attesa - 6:15
16. Fecondità - 4:17

### CD3 (beautiful)
1. Pow pow pow - 4:08
2. Tarantino - 2:01
3. In your eyes - 4:54
4. Single too! - 4:22
5. Fatiche - 6:16
6. White rabbit - 6:19
7. Suzuki - 6:28
8. What's my name? - 3:59
9. Giorgis - 8:20
10. Gorilla - 4:27
11. Flowers - 14:17
12. I can play and I don't want to - 9:08

## Classifiche
| Classifica (2019) | Posizione massima |
| ----------------- | ----------------- |
| Italia            | 98                |